# Giovanni Beltrami (1860-1926)
Pour les articles homonymes, voir Giovanni Beltrami et Beltrami.

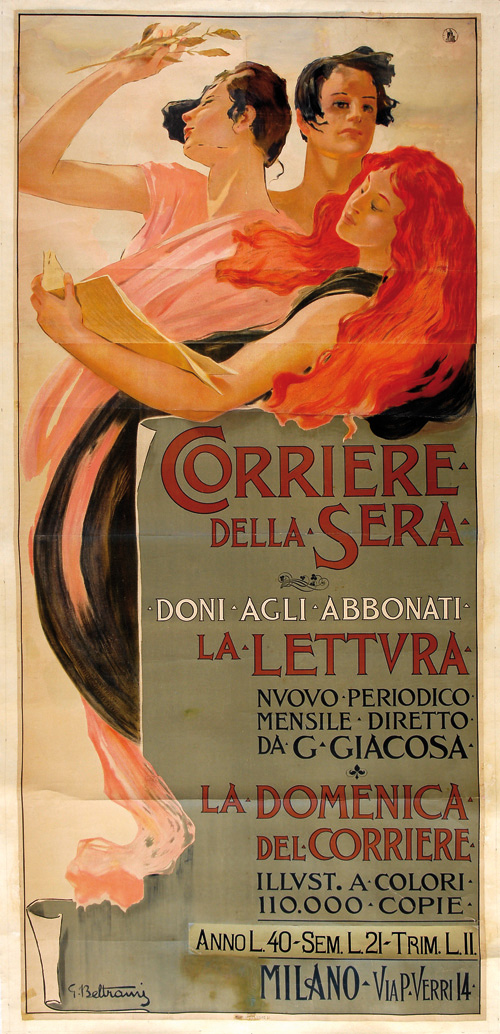
Affiche pour l'édition illustrée dominicale du Corriere della Sera (1900).

Giovanni Beltrami, né le 26 février 1860 à Milan, et mort le 31 janvier 1926 à Milan, est un artiste peintre, illustrateur, critique d'art et affichiste italien.

## Biographie
Giovanni Beltrami est né le 26 février 1860 à Milan.
Il travaille à Milan, se perfectionne à l'Académie des Beaux-Arts de Brera, où il reçoit des prix d'honneur en 1884 et en 1886. Son tableau Calme est acheté par la Galeria di Corte moderna, à Venise. À Milan il peint une grande fresque au plafond de la grande salle du palais municipal. En 1911 il fonde à Milan avec Buffa, Cantinotti et Zuccaro, un atelier pour les peintures sur verre.
Giovanni Beltrami meurt le 31 janvier 1926 à Milan.